# 山下正行 (政治家)
山下 正行（やました まさゆき、1955年（昭和30年）12月15日 - ）は、日本の政治家、静岡県伊豆の国市長（2期）。
元農水官僚であり、食料産業局長、農林水産政策研究所長などを歴任。

## 来歴
静岡県田方郡韮山村（韮山町を経て現・伊豆の国市韮山土手和田）に生まれる。静岡県立韮山高等学校卒業。
1980年（昭和55年）3月、東京大学教養学部卒業。同年4月、農林水産省に入省。1983年（昭和58年）から1985年（昭和60年）までハーバード大学ケネディスクールに留学し、公共政策学修士を修了。在ジュネーブ日本政府代表参事官、総括審議官、食料産業局長、農林水産政策研究所長などを歴任した。
2012年（平成24年）、フランス共和国農事功労章シュヴァリエを受章。
2015年（平成27年）9月、農林水産省を退職。2017年（平成29年）3月から2020年（令和2年）9月まで日本中央競馬会常務理事を務めた。
2021年（令和3年）4月18日に行われた伊豆の国市長選挙に立候補し、現職の小野登志子を破り初当選した。同月24日、市長に就任した。
※当日有権者数：40,078人 最終投票率：59.91%（前回比：-1.40pts）
| 候補者名   | 年齢 | 所属党派 | 新旧別 | 得票数   | 得票率 | 推薦・支持 |
| ---------- | ---- | -------- | ------ | -------- | ------ | ---------- |
| 山下正行   | 65   | 無所属   | 新     | 15,945票 | 66.97% |            |
| 小野登志子 | 76   | 無所属   | 現     | 7,864票  | 33.03% |            |

2025年（令和7年）4月20日に行われた市長選挙では無投票で再選。